# 볼륨 레이 캐스팅
볼륨 레이 캐스팅은 체적 레이 캐스팅, 체적 레이 트레이싱 또는 볼륨 레이 마칭(고급 레이 트레이싱 기술)이라고도 불리는 이미지 기반의 볼륨 렌더링 기술이다. 3D상의 볼륨 데이터 세트(3D 스칼라 필드)로부터 2차원 이미지를 계산한다. 볼륨 레이 캐스팅은 볼륨 데이터를 다루는 기법으로, 표면 데이터를 생성하는 광선 추적(Ray Tracing)의 개념으로 사용되는 광선 투사(Ray Casting)와는 혼동하지 말아야 한다. 이는 볼륨 데이터에 맞게 응용된 기법으로, 광선이 물체의 표면에 닿았을 때 정지시키지 않고 계속 뚫고 나아가도록 해서 광선을 통해 물체를 샘플링하도록 한다. 광선 추적(ray tracing)과는 달리, 광선이 반사되어 2차적인 광선을 만들어내지는 않는다. 응용된 맥락이 명확할 때에는, 몇몇 저자들은 볼륨 레이 캐스팅을 단순하게 ray casting이라고 부르기도 한다.

## 분류
볼륨 레이 캐스팅 기법은 렌더링 방정식에서 직접적으로 유도될 수 있다. 이는 매우 높은 퀄리티의 렌더링 결과물을 제공한다. 볼륨 레이 캐스팅은 오브젝트 기반 기술 중 하나로, 특히 이미지 기반의 렌더링 기법으로 분류된다. 이것은 계산이 입력된 볼륨 데이터가 아닌 있는 출력된 이미지에서 계산이 이루어지기 때문이다.

## 기본 알고리즘

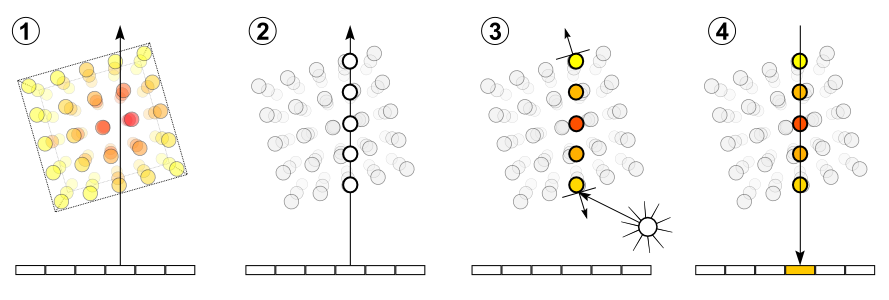
볼륨 레이 캐스팅의 네가지 기본 과정: (1)광선 투사(Ray Casting) (2) 샘플링(Sampling) (3) 셰이딩(Shading) (4) 조합(Compositing)

기본적으로 볼륨 레이 캐스팅 알고리즘은 4가지 과정으로 구성된다.
1. 광선투사(Ray casting)
2. 샘플링(Sampling)
3. 셰이딩(Shading)
4. 조합(Compositing)

## 같이 보기
- Amira - commercial 3D visualization and analysis software (for life sciences and biomedical) that uses a ray-casting volume rendering engine (based on Open Inventor)
- Avizo - commercial 3D visualization and analysis software that uses a ray-casting volume rendering engine (also based on Open Inventor)
- ImageVis3D - an Open Source GPU volume ray casting implementation